# Té coreano

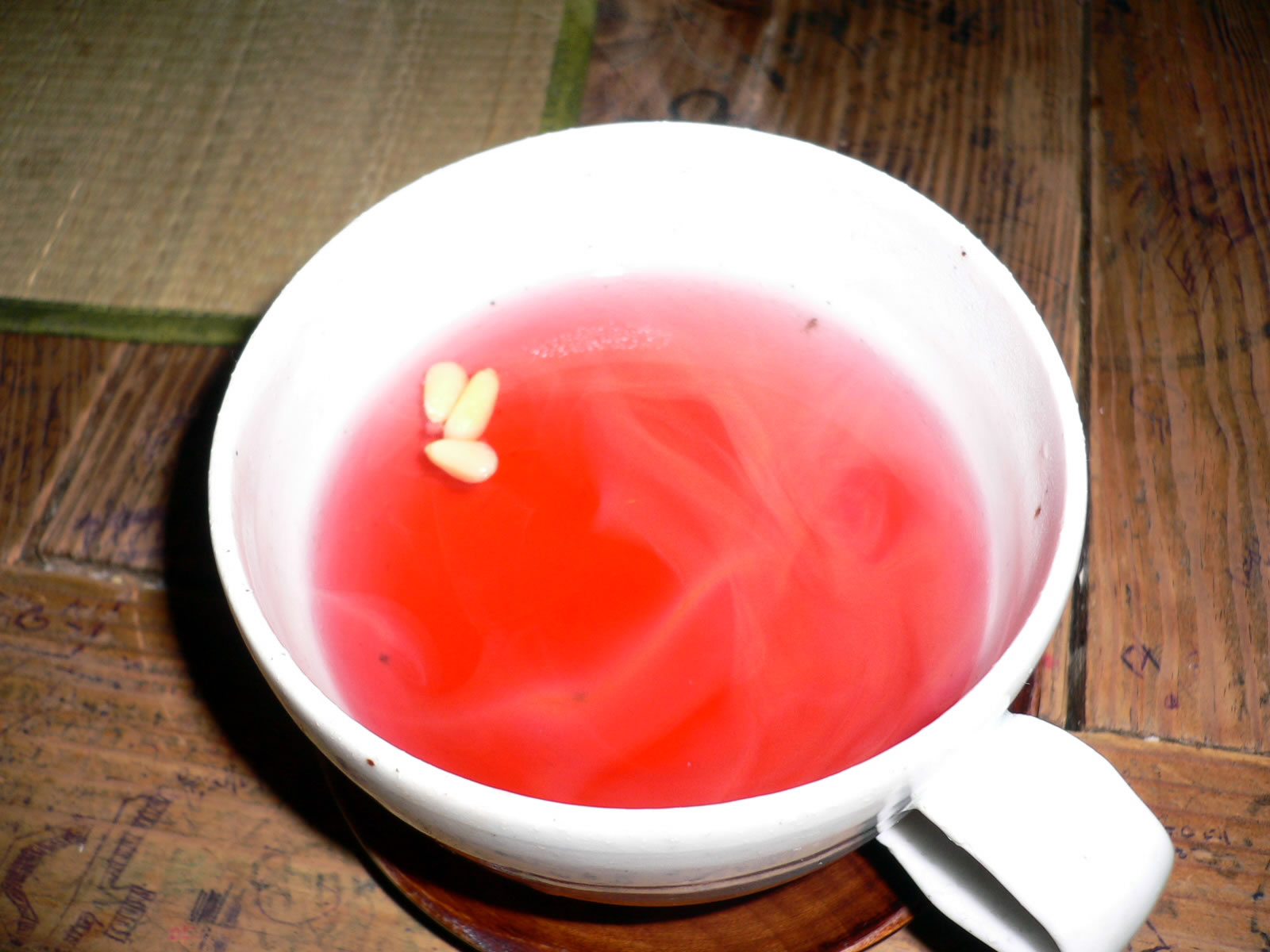
Una taza de omija cha, té coreano de hierbas elaborado con frutos de Schisandra chinensis

El té coreano es una variedad de tisana que puede servirse caliente o frío.  No es un simple té, puede contener diversos tipos de ingredientes como frutas, hojas, raíces y especias que se usan en la medicina tradicional coreana.

## Historia del té coreano

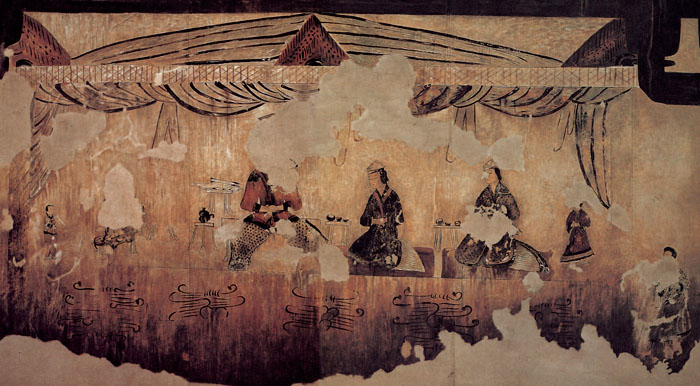
En Gakjeochong, en el interior de una tumba del - en Koguryŏ se puede ver la imagen de un caballero bebiendo una taza de té junto a dos señoras.

La costumbre de beber té habría sido introducida en Corea por los monjes budistas durante la dinastía Shilla, probablemente en tiempos de la Reina Seondeok, entre el 632 y 646.
El primer archivo histórico documentado sobre ofrendas de té a dioses ancestrales que existe es uno que describe un ritual en el año 661 de una ofrenda de té al espíritu del Rey Suro, el fundador del reino de Geumgwan Gaya (42-562). Documentos pertenecientes a la Dinastía Goryeo (918-1392) señalan que las ofrendas de té se llevaban a cabo en templos budistas para los espíritus de monjes venerados.
Durante la dinastía Chosŏn (1392-1910), la familia real Yi y miembros de la aristocracia utilizaban té para realizar rituales, el día del “Ritual del Té” era una ceremonia que se realizaba cualquier día, mientras que el “Ritual Especial del Té” se reservaba para ocasiones específicas. No se ha hallado esa peculiaridad en otros países.
Hacia finales de la dinastía Joseon, la gente del pueblo comenzó a imitar el uso del té para realizar rituales ancestrales, usando como ejemplo la cultura china siguiendo las enseñanzas extraídas del texto de Zhu Xi Ceremonias familiares.